# Solicitors Qualifying Examination
 (juin 2024).
La mise en forme du texte ne suit pas les recommandations de Wikipédia : il faut le « wikifier ».
Les points d'amélioration suivants sont les cas les plus fréquents. Le détail des points à revoir est peut-être précisé sur la page de discussion.
- Les titres sont pré-formatés par le logiciel. Ils ne sont ni en capitales, ni en gras.
- Le texte ne doit pas être écrit en capitales (les noms de famille non plus), ni en gras, ni en italique, ni en « petit »…
- Le gras n'est utilisé que pour surligner le titre de l'article dans l'introduction, une seule fois.
- L'italique est rarement utilisé : mots en langue étrangère, titres d'œuvres, noms de bateaux, etc.
- Les citations ne sont pas en italique mais en corps de texte normal. Elles sont entourées par des guillemets français : « et ».
- Les listes à puces sont à éviter, des paragraphes rédigés étant largement préférés. Les tableaux sont à réserver à la présentation de données structurées (résultats, etc.).
- Les appels de note de bas de page (petits chiffres en exposant, introduits par l'outil «  Source ») sont à placer entre la fin de phrase et le point final[comme ça].
- Les liens internes (vers d'autres articles de Wikipédia) sont à choisir avec parcimonie. Créez des liens vers des articles approfondissant le sujet. Les termes génériques sans rapport avec le sujet sont à éviter, ainsi que les répétitions de liens vers un même terme.
- Les liens externes sont à placer uniquement dans une section « Liens externes », à la fin de l'article. Ces liens sont à choisir avec parcimonie suivant les règles définies. Si un lien sert de source à l'article, son insertion dans le texte est à faire par les notes de bas de page.
- La présentation des références doit suivre les conventions bibliographiques. Il est recommandé d'utiliser les modèles {{Ouvrage}}, {{Chapitre}}, {{Article}}, {{Lien web}} et/ou {{Bibliographie}}. Le mode d'édition visuel peut mettre en forme automatiquement les références.
- Insérer une infobox (cadre d'informations à droite) n'est pas obligatoire pour parachever la mise en page.

Pour une aide détaillée, merci de consulter Aide:Wikification.
Si vous pensez que ces points ont été résolus, vous pouvez retirer ce bandeau et améliorer la mise en forme d'un autre article.
 (octobre 2024).
Le Solicitors Qualifying Examination (SQE) est le principal processus de qualification pour devenir solliciteur (solicitor ; un type d'avocat) en Angleterre et au Pays de Galles à partir de 2021.
Pour être admis au tableau des solliciteurs, un candidat doit avoir fait des études supérieures (niveau 6, pas nécessairement un diplôme) dans n'importe quelle matière, réussir deux évaluations SQE, acquérir une expérience professionnelle qualifiante (QWE) pendant deux ans à temps plein (ou l'équivalent à temps partiel) et satisfaire aux exigences de l'Autorité de régulation des solliciteurs (SRA) en matière de moralité et d'aptitude. Il s'agit de l'équivalent pour les solliciteurs du Bar Professional Training Course.
Il n'est pas nécessaire de suivre les quatre éléments requis du parcours de qualification SQE dans un ordre prescrit ; le QWE peut être entrepris avant, pendant ou après que le candidat a passé le SQE 1 ou le SQE 2.
Bien que le SQE fasse spécifiquement référence aux deux examens que les candidats doivent passer, dans la pratique, le terme est souvent utilisé en référence aux changements apportés à la formation des solliciteurs dans son ensemble, y compris la transition du Training Contract traditionnel à l'expérience professionnelle.

## Histoire
Le Legal Services Board a approuvé le parcours SQE le 28 octobre 2020, après neuf années de consultation sur la formation des solliciteurs. Elle est entrée en vigueur à l'automne 2021, toute personne commençant à se qualifier en tant que solliciteur à partir de 2022 devant suivre la voie SQE. Une période de transition de 10 ans jusqu'en 2031 permettra de compléter les qualifications commencées sous l'ancien régime. Les candidats qui ont suivi le LPC peuvent être exemptés du SQE 1 en vertu de dispositions transitoires.

### Itinéraires précédents
Stage
En Angleterre et au Pays de Galles, la voie historique d'accès à la profession de solliciteur était connue sous le nom de "stage". Ce terme est encore utilisé dans certaines juridictions de common law. Il a été introduit le 1er décembre 1730 et durait 5 ans. Cette durée a été réduite à 3 ans en 1843 pour certains diplômés. En 1728, un groupe de solliciteurs a créé la Society of Gentlemen Practisers in the Courts of Law and Equity, prédécesseur de la Law Society of England & Wales ; cet organisme est responsable de la formation des solliciteurs dans la juridiction. En 1877, la Law Society a commencé à faire passer une série d'examens pour permettre l'accès à la profession. La durée et les exigences d'un stage ont continué à évoluer au cours du XXe siècle.

#### LPC
Créé en 1993 pour remplacer l'examen final de la Law Society (LSF), le LPC était l'une des quatre voies d'accès à la profession de solliciteur en Angleterre et au Pays de Galles : pour les candidats titulaires d'un diplôme de droit (Legal Practice Course), pour ceux titulaires d'un diplôme différent (Common Professional Examination), pour ceux qui ont obtenu leur diplôme dans un autre pays (Qualified Lawyers Transfer Scheme), et pour les cadres juridiques qualifiés. Le processus est désormais plus simple : tout candidat, quelle que soit sa formation, doit passer le SQE.

## SQE 1 et 2

### SQE1
Le SQE1 consiste en deux évaluations des Functioning Legal Knowledge (FLK), de 180 questions à choix multiples. Les candidats doivent appliquer leur connaissance du droit, des principes et règles juridiques fondamentaux, pour démontrer les compétences requises au niveau d'un solliciteur nouvellement qualifié en Angleterre.

#### Connaissances juridiques fonctionnelles (FLK) 1
- Éthique
- Droit et pratique des affaires (y compris fiscalité)
- Résolution des litiges[1]
- Droit des contrats
- Droit de la responsabilité délictuelle
- Droit constitutionnel et administratif, droit de l'UE et services juridiques

#### FLK2
- Éthique
- Droit foncier
- Pratique immobilière (y compris fiscale)
- Testaments et administration des successions (y compris les impôts)
- Loi sur les fiducies
- Droit pénal et pratique
- Comptes des solliciteurs

### SQE2
L'évaluation SQE2 est divisée en deux parties, bien qu'il n'y ait qu'une seule note de passage pour l'ensemble de l'évaluation :

#### Oral
Compétences en matière d'entretien avec le client, la rédaction d'une note de présence et les compétences en matière de plaidoyer sont testées lors de quatre examens oraux qui se déroulent sur demi-journées.
- Jour 1 : Plaidoyer (règlement des différends) ; Entretien et note de présence/analyse juridique (Property Practice)
- Jour 2 : Entretien et note de présence/analyse juridique (Testament et ab intestat, administration et pratique des successions)

#### Écrit
La recherche, l'écriture, la rédaction et l'analyse de cas sont testées.

## Tarifs de réussite SQE
La SRA a publié des rapports sur les résultats de la réussite.
- SQE 1 : 51 %[2]
- QSE 2 : 61 %[3]

## Coût des examens
Les coûts des examens ont augmenté au fil du temps. Actuellement, ils s'élèvent à
- SQE1 – 1 888 £ (944 £ pour FLK1 et 944 £ pour FLK2)
- SQE2 – 2 902 £ [4]

L'étudiant doit payer le plein tarif pour se représenter.

## Expérience professionnelle qualifiante (QWE)
Tous les candidats qui souhaitent se qualifier par la voie du SQE doivent acquérir une expérience professionnelle qualifiante (EQT) de deux ans à temps plein (ou l'équivalent). L'expérience professionnelle qualifiante est destinée à remplacer le contrat de formation de l'ancien régime.
Dans les grandes entreprises doit, il est courant que le QWE soit structuré de la même manière que les contrats de formation de l'ancien système, avec une rotation structurée entre les départements. Ce n'est pas une exigence du QWE. Un candidat est tenu de développer au moins deux des compétences des solliciteurs de la SRA tout en fournissant des services juridiques, conformément au Legal Services Act 2007 (s.12).
Le QWE est conçu pour être flexible. Les candidats peuvent entreprendre le QWE dans un maximum de 4 organisations différentes, pas nécessairement en Angleterre et au Pays de Galles, dans le cadre d'un travail rémunéré ou bénévole, et peut inclure du temps passé en Angleterre et au Pays de Galles, dans le cadre d'un travail rémunéré ou bénévole. :
- en stage lors d'une licence en droit
- travailler dans une clinique juridique
- dans une organisation bénévole ou caritative ou un centre juridique
- travailler comme parajuriste
- en contrat de formation.

## solliciteurs étrangers qualifiés
Le SQE a remplacé l'ancienne voie de qualification pour les solliciteurs étrangers qualifiés, le Qualified Lawyers Transfer Test (QLTS). Dans le cadre du régime SQE, les solliciteurs étrangers qualifiés peuvent être exonérés du QWE et du SQE 2.

## Critique
À la suite de consultations, le SQE a été introduit par le SRA afin de simplifier le processus de qualification en Angleterre et au Pays de Galles et de réduire la charge financière des étudiants. Les principales critiques formulées à l'encontre du SQE sont les suivantes :
- Coût : le coût total de l'examen à partir de septembre 2024 sera de 4 790 £. Bien que ce ne soit pas une obligation, la plupart des étudiants choisiront de suivre un cours de préparation. Un tel cours de l' Université de droit coûte 17 800 £[6], ce qui porte le total potentiel à plus de 22 590 £. Ce chiffre est plus élevé que celui de l'ancienne voie d'accès au cours de pratique juridique.
- Résultats : l'entreprise qui a attribué le contrat pour gérer le SQE, Kaplan, Inc., a déclaré à tort à 175 des 6 626 candidats ayant passé le SQE 1 en janvier 2024 qu'ils avaient échoué à l'examen[7],[8].
- Difficulté : le niveau évalué par le SQE est supérieur à celui du LPC. Alors que le LPC évaluait les candidats au niveau d'un stagiaire de premier jour, le SQE les évaluait au niveau d'un avocat de premier jour. En ce sens, il est beaucoup plus comparable à l'approche américaine en matière de formation juridique, telle que l' examen du barreau de New York.

## Voir également
- Examen du barreau Angleterre et Pays de Galles
- Stagiaire
- Barreau d'Angleterre et du Pays de Galles
- Autorité de réglementation des solliciteurs
- Formation juridique
  - Examen Professionnel Commun (CPE) - parcours de conversion pour les diplômés non-droit
  - Cours de formation professionnelle du barreau (BPTC) - cours équivalent pour les futurs avocats
  - Certificat d'études supérieures en droit (PCLL) - cours équivalent à Hong Kong
  - Le Qualified Lawyers Transfer Scheme (QLTS) est une série de tests pour l'autorisation d'exercer la profession de solliciteur en Angleterre et au Pays de Galles, conçus pour les solliciteurs étrangers agréés ; celui-ci a été remplacé par le SQE/
- Liste des domaines du droit
- Liste des plus grands cabinets d'avocats britanniques
- Solliciteur
- Avocat stagiaire